# Batávská republika
Batávská republika (nizozemsky Bataafse Republiek, francouzsky République Batave), od října roku 1801 známá také jako Batávské společenství (nizozemsky Bataafs Gemenebest), byl státní útvar vytvořený roku 1795 revoluční Francií na okupovaném území Nizozemska, první z tzv. sesterských republik. Jí předcházející státní útvar byly Spojené provincie nizozemské. Jakožto sesterská republika byla po celou dobu své existence pod silným vlivem Francie, až do svého nahrazení Holandským královstvím.
Roku 1806 byla Batávská republika přeměněna v Holandské království (pod vládou Napoleonova bratra Ludvíka), jež bylo roku 1810 zrušeno a jeho území prohlášeno za přímou součást Francie (do roku 1814), čímž skončila nizozemská nezávislost.

## Státní symbolika

vlajka:
státní vlajka
námořní vlajka zvaná „batávská vlajka“ (Bataafsche vlag)

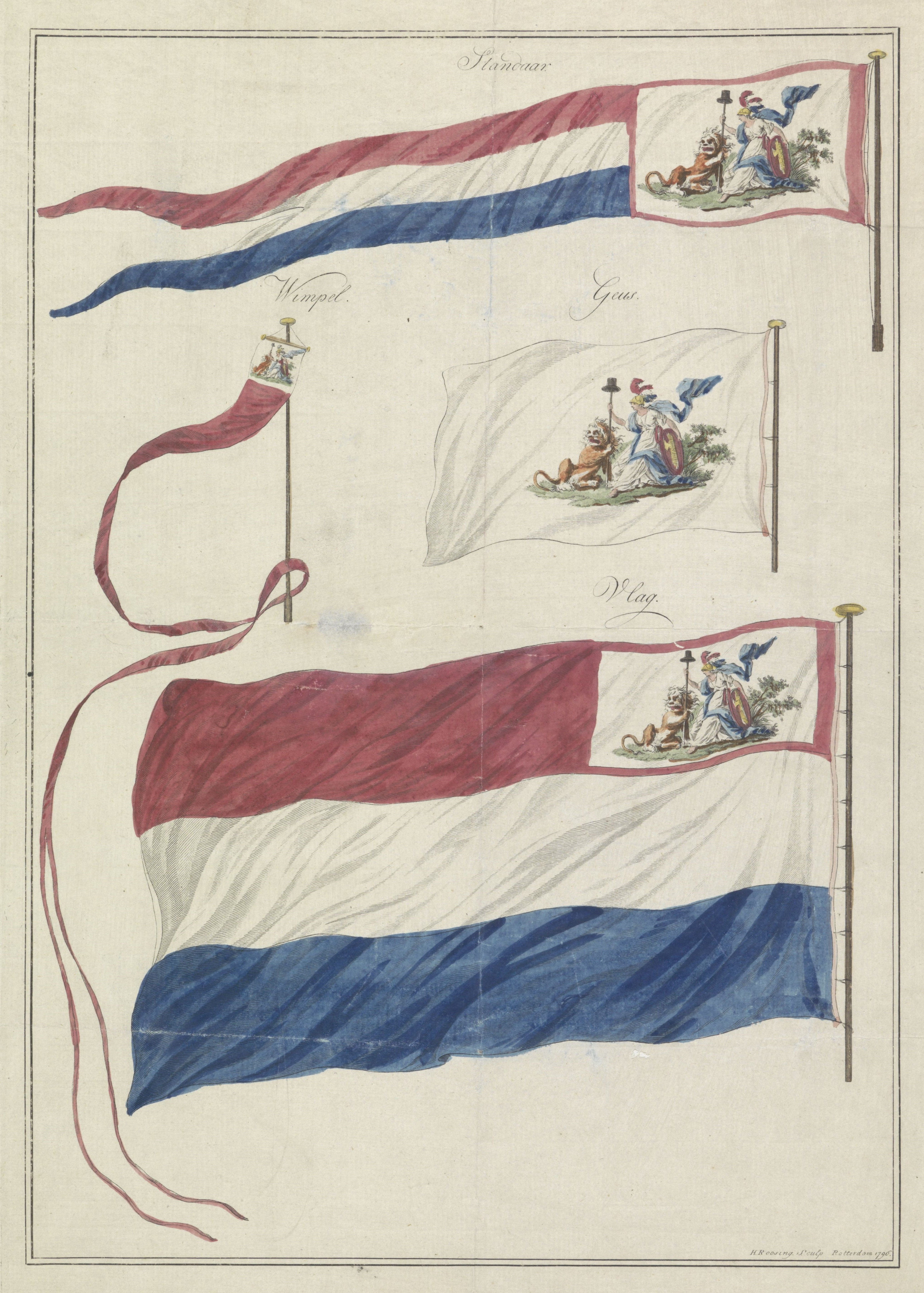
Námořní vlajky

státní symboly:
velká pečeť 1796
velká pečeť 1802
motiv z námořní vlajky